# Слава-Черкезе
Слава-Черкезе (рум. Slava Cercheză) — село у повіті Тулча в Румунії. Адміністративний центр комуни Слава-Черкезе.
Село розташоване на відстані 201 км на схід від Бухареста, 36 км на південний захід від Тулчі, 81 км на північ від Констанци, 71 км на південний схід від Галаца.

## Населення
За даними перепису населення 2002 року у селі проживали 1482 особи.
Національний склад населення села:
| Національність   | Кількість осіб | Відсоток |
| ---------------- | -------------- | -------- |
| росіяни-липовани | 1344           | 90,7%    |
| румуни           | 135            | 9,1%     |

Рідною мовою назвали:
| Мова      | Кількість осіб | Відсоток |
| --------- | -------------- | -------- |
| російська | 1341           | 90,5%    |
| румунська | 137            | 9,2%     |